# Seven Mile (Ohio)
Seven Mile es una villa ubicada en el condado de Butler en el estado estadounidense de Ohio. En el Censo de 2010 tenía una población de 751 habitantes y una densidad poblacional de 401,05 personas por km².

## Geografía
Seven Mile se encuentra ubicada en las coordenadas 39°29′9″N 84°33′8″O / 39.48583, -84.55222. Según la Oficina del Censo de los Estados Unidos, Seven Mile tiene una superficie total de 1,87 km², de la cual 1,87 km² corresponden a tierra firme y (0%) 0 km² es agua.

## Demografía
Según el censo de 2010, había 751 personas residiendo en Seven Mile. La densidad de población era de 401,05 hab./km². De los 751 habitantes, Seven Mile estaba compuesto por el 97,6% blancos, el 0,13% eran afroamericanos, el 0,13% eran amerindios, el 0,27% eran asiáticos, el 0% eran isleños del Pacífico, el 0,67% eran de otras razas y el 1,2% pertenecían a dos o más razas. Del total de la población el 1,33% eran hispanos o latinos de cualquier raza.